# أوسوب
أوسوب (باليابانية: ウソップ)، شخصية خيالية من تأليف إييتشيرو أودا. هو قناص طاقم قبعة القش وحلمه أن يصبح رجل البحر الأول الذي لا يهاب شيء وقوته لا بأس بها بحيث يمكنه الدفاع عن نفسه. ورغم قوته القليلة وجبنه الشديد إلا أنه مخادع وكاذب كبير ويستطيع أن يخرج من أزمات في ذكائه وخداع الأعداء. وهو أيضاً عاش طفولة قاسية بعد هجر والده لبيته وزوجته وتركه وحيدًا وخرج إلى البحر.

## نبذة تعريفية
- الاسم: أوسوبّ (باليابانية: ウソップ)
- العمر: 17 (قبل السنتين)، 19 (بعد السنتين)
- الطول: 174 سم (قبل السنتين)، 176 (بعد السنتين)
- الانتماءات: قراصنة قبعة القش، ووظيفته: قناص الطاقم
- الصفات المميزة: الكذب، الخدع، القنص، الجبن
- المكافأة على رأسه: 500,000,000
- الاسلحة: الباتشينكو، الكوبوتشو، الكابوتو
- الحلم: ان يصبح مقاتل البحر الشجاع
- الالقاب: ملك القناصين «سوجي كينج»، كابتن أوسوب، غود أوسوب (الإله أوسوب)
- أول ظهور: في الأنمي: الحلقة التاسعة، وفي المانجا: الفصل الثالث والعشرون.

## لمحة عنه

### ماضيه
عاش أوسوب حياةً قاسيةً بعدما هجره والده ياسوب وأصبح قرصاناً وبعد ذلك بمدة مرضت والدته بانتشينا بمرض جعلها على حافة الموت حينها بدأ أوسوب يقول كذبته الشهيرة «إن القراصنة قادمون» ليرفع من أمالها للبقاء على قيد الحياة على أن والده عاد، ولكن للأسف ماتت مخلفة أوسوب خلفها وحيد، لكن حتى بعد وفاة أمّه استمر بالكذب على أهل القرية لإخفاء ألمه بسبب فقدانه والديه وبقاه وحيداً، وكان أهل القرية يقومون بمطاردته حتى يشعر بالاهتمام. وقد اختلق الكثير من المغامرات ليمتع بها كايا، وهي فتاة غنية تسكن في قصر ولكنها مريضة ملازمة الفراش طوال اليوم، وقد قام أوسوب بتأسيس قراصنة «أوسوب» مع ثلاث أطفال فكانوا يُمثلون ويتصارعون مع أنفسهم على أنّهم قراصنة إلى أن ظهر خادم في قصر كايا يسمّى «كورو» وهو بالأصل قرصان فحاول قتل كايا ولكن أُنقِذ أوسوب وأصدقائه من قبل طاقم «قبعة القش».

### حياته ومستقبله

#### قبل السنتين
انضم أوسوب إلى طاقم قبعة القش وقد كان يعمل قناص السفينة وميكانيكيًا أيضًا، ولكنه كان جبانًا وشديد الخوف، أمَّا في المواقف الصعبة يستعمل ذكاءه وخدعه للخروج منها. أوسوب شخصية عفوية ومرحة وهذا ما يتميز به.

#### بعد السنتين
تجمّع الطاقم بعد سنتين من التدريب وكانت نامي أول فرد من الطاقم يلتقي بأوسوب وقد أصبح شجاعًا قليلًا؛ ففي بعض الأحيان لا يخاف كما أنه طور مهاراته في القنص. وأصبح لديه هاكي ملاحظة ولكنه ضعيف جدًا.

## أصدقاؤه وطاقمه
- مونكي دي لوفي: القائد والذي يحلم بأن يكون ملك القراصنة، مع أنه غبي جدًا ولا يُحبّ إلا الطعام والمغامرات، ولكنه جاد دائمًا في قتاله (المكافأة الأخيرة التي وُضعت على رأسهِ هي: 3,000,000,000 ).
- رورونوا زورو: نائب القائد وحُلمه هو بأن يصبح السّيّاف الأقوى بعد أن يهزم عين الصقر ميهوك، يحب النوم والشراب ودائمًا ما يضيع في الاتجاهات (المكافأة الأخيرة التي وُضعت على رأسهِ هي: 1,111,000,000 ).
- نامي: ملَّاحة الطاقم وحُلمها بأن ترسم خريطة العالم، هي الّتي توجه الطاقم بدلًا عن القائد، ولكنها تُحبّ النّقود والأموال والذّهب (المكافأة الأخيرة التي وُضعت على رأسها هي: 366,000,000 ).
- سانجي: طباخ السفينة وحُلمه بأن يجد بحر الأزرق الكامل، وهو وزورو لا يتفقان على شيء ودائمًا ما يتشاجران (المكافأة الأخيرة التي وُضعت على رأسهِ هي: 1,032,000,000 ).
- توني توني تشوبر: رنة آكل فاكهة شيطان «هيتو هيتو نو مي» فأصبح كالإنسان، طبيب السفينة وحلمه هو بأن يُصبح طبيبًا عظيمًا ويُعالج أيّ مرض، لوفي وأوسوب وتشوبر أشخاص مرحين وعفويين (المكافأة الأخيرة التي وُضعت على رأسهِ هي: 1,000 ).
- نيكو روبين: مؤرخة (عالمة آثار) وحلمها بأن تجد الريو بونجليف وقد تناولت فاكهة شيطان «هانا هانا نو مي» وأصبحت تخرج أزهار على شكل أيدي وأرجل (المكافأة الأخيرة التي وُضعت على رأسها هي: 930,000,000 ).
- فرانكي: اسمه الحقيقي هو كاتي فلام وهو ميكانيكي السفينة وباني سفينة «الثاوزند ساني» وهو بالأصل سايبورغ «إنسان آلي»، نجَّار الطاقم وحلمه أن يصنع أفضل سفينة قراصنة في التاريخ (المكافأة الأخيرة التي وُضعت على رأسهِ هي: 394,000,000 ).
- بروك: هيكل عظمي موسيقي الطاقم وحلمه أن يجد الحوت «لابون» (المكافأة الأخيرة التي وُضعت على رأسهِ هي: 383,000,000 ).
- جينبي: ربان الطاقم وهو من البرمائيين (المكافأة الأخيرة التي وُضعت على رأسهِ هي: 1,100,000,000 ).

## روابط خارجية
- أوسوب على موقع ميوزك برينز (الإنجليزية)